# Altiphrynoides
Altiphrynoides és un gènere d'amfibis de la família dels bufònids.

## Taxonomia
| Autor i nom binomials                     | Nom comú |
| ----------------------------------------- | -------- |
| Altiphrynoides malcolmi (Grandison, 1978) |          |
| Altiphrynoides osgoodi (Loveridge, 1932)  |          |